# ナルマダー県
ナルマダー県(ナルマダーけん、英語：Narmada district)は、インド西部のグジャラート州南東部の県。
県都はラージピプラ。
北東でチュホタ・ウダイプル県、東でマハーラーシュトラ州、南東でタピ県、南西でスラト県、西でバルーチ県、北西でヴァドーダラー県と接する。
面積は2755 km²で、人口は2011年時点で59万297人、同年の都市居住率は10.44%だった。
これは州内33県の内、3番目に人口が少ない。
県民の89.5%が郊外に住んでおり、81.6%が少数派の信仰を持つ指定部族である。

## 歴史
1997年10月2日、ヴァドーダラー県とバルーチ県の一部を割いて設置された。
2018年10月31日、統一の像が建てられた。
像の高さは182mで、2020年4月現在世界一高い像である。

## 下位行政区分
- ティラックワーダ（英語版）村
- ガルードシュワー（英語版）村
- ナンドッド（英語版）市(県都ラージピプラ（英語版）を含む。)
- デディアパダ（英語版）町
- サグバラ（英語版）村

## 経済
2006年、長老会議大臣がナルマダー県を、全国640県中250番以内に貧しい県に指定した。
州内に6つ有る後進地域付与基金(BRGF)を受け取る県の1つでもある。

## 人口
2011年の人口は59万297人だったが、これは鹿児島市とほぼ同じである。
これは全国640県中528位である。
人口密度は214人/ km²。
2001年～2011年の人口増加率は14.77%。
男女比は1000対960人。
識字率は73.29%。
2011年の統計では、68.50%がグジャラート語、16.70%がビリー語、13.64%がヒンディー語、0.82%がマラーティー語を第一言語としていた。